# Тамара Вуйович
Тамара Вуйович (на черногорски: Тамара Вујовић / Tamara Vujović) е черногорска политичка и лекарка от партия „Демократична Черна гора“. Била е депутат в Скупщината на Черна гора (2020 – 2023). От 31 октомври 2023 г. е министър на културата и медиите на Черна гора в правителството на Милойко Спаич.

## Биография
Родена е на 25 август 1975 г. в СФРЮ. През 2001 г. завършва Медицинския факултет на Белградския университет в Сърбия. От 2005 до 2010 г. специализира физикална медицина в същия факултет.
През 2002 – 2003 г. работи като общопрактикуващ лекар в медицинския център на община Вождовац в Сърбия. От 2005 до 2015 г. работи в Института по физикална медицина, рехабилитация и ревматология „Симо Милошевич“ в Игало, община Херцег Нови. През 2015 г. тя става заместник-кмет на община Херцег Нови. През същата година става член на Президиума на Асоциацията на физиотерапевтите на Черна гора.
На 12 май 2016 г. е избрана за заместник на министъра на здравеопазването Будимир Шегърт в преходното правителство, ръководено от Мило Джуканович. През 2016 г. става генерален секретар на неправителствената организация – гражданска асоциация „Граждански съюз“ в Херцег Нови. През 2016 г. участва в Международната гост лидерска програма (IVLP) на Държавния департамент в САЩ.
През 2017 г. става съветник на кмета на община Херцег Нови. От 2017 до 2018 г. работи като физиотерапевт в частната медицинска институция „Д-р Димитриевич“ в Херцег Нови. През 2018 г. става преподавател по медицина в държавно училище „Иван Горан Ковачич“ в Херцег Нови. Няколко години работи като асистент във Факултета по приложна физиотерапия в Игало.
На парламентарните избори в Черна гора през 2020 г. е избрана за депутат в Скупщината на Черна гора. На 31 октомври 2023 г. е назначена за министър на културата и медиите на Черна гора в правителството, ръководено от Милойко Спаич.